# Ligne de tramway 520
La ligne 520 est une ancienne ligne du tramway vicinal de Wellin de la Société nationale des chemins de fer vicinaux (SNCV) qui reliait Wellin à Grupont entre 1894 et 1955.

## Histoire

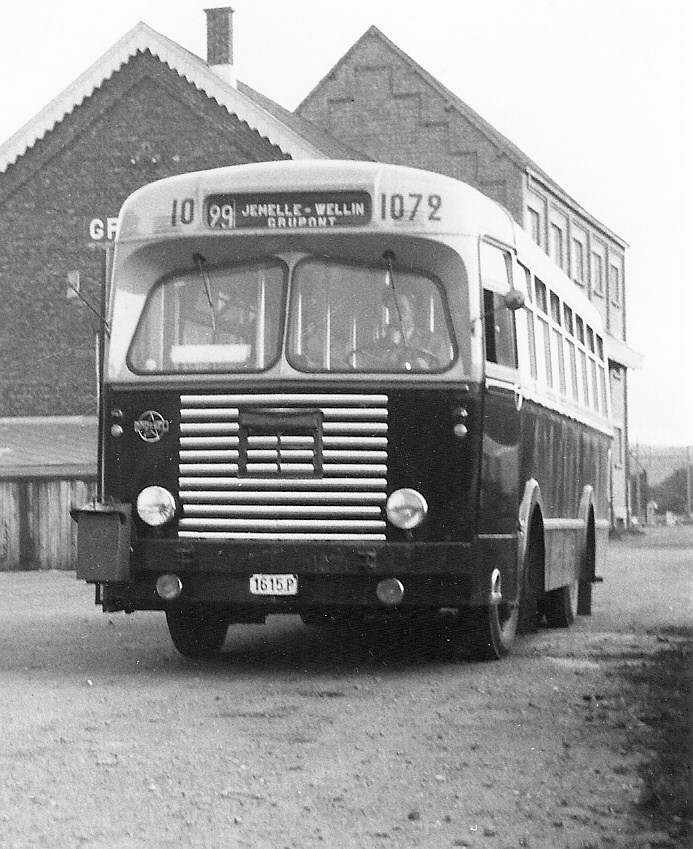
Autobus Brossel A75 DAR/Jonckheere sur la ligne 29 au terminus de la gare de Grupont.

1er février 1894 : mise en service entre la station vicinale de Wellin et la gare de Grupont, exploitation par la SA pour l'exploitation des Chemins de fer régionaux de Belgique (CFRB); traction vapeur; capital n°49.
1er janvier 1909 : reprise de l'exploitation par la SA pour l'exploitation du CFV Rochefort - Grottes de Han - Wellin (RGW).
1935 : traction par autorails.
1942 : démontage de la section Chanly Pont de Vienne - Grupont Gare par l'occupant allemand.
1945 : service d'autobus de remplacement Beauraing - Wellin - Grupont.
1948 : remise en service de la ligne, suppression du service d'autobus.
31 août 1955 : suppression et remplacement par un autobus sous l'indice 29.

## Infrastructure

### Dépôts et stations
Nom : (gare) : quand le dépôt ou la station est accolé ou proche d'une gare.
Type : D : dépôt , S : station , Sf : si la station sert de gare douanière à la frontière , Sp : si la station est établie dans un bâtiment privé le plus souvent un café ou plus rarement une habitation privée.
| Illustration | Nom    | Type | Commune | Localisation                | État                              | Remarques |
| ------------ | ------ | ---- | ------- | --------------------------- | --------------------------------- | --------- |
|              | Wellin | DS   | Wellin  | 50° 04′ 52″ N, 5° 07′ 10″ E | En partie démoli, en service TEC. |           |

## Exploitation

### Horaires
Tableaux : 520 (1931).